# USS Louisville (CA-28)
USS Louisville (СА-28) (рус. «Луисвилл») — американский тяжёлый крейсер типа «Нортхэмптон». Был построен до Второй мировой войны и участвовал во многих сражениях на Тихоокеанском театре военных действий. Назван в честь города Луисвилл, штат Кентукки. Третий корабль ВМС США под таким названием.

## Служба
Был заложен 4 июля 1928 года на военно-морской верфи «Пьюджет-Саунд» в Бремертон, штат Вашингтон. Спущен на воду 1 сентября 1930 года и 15 января 1931 вступил в строй как CL-28. Первым командиром был кэптен Эдвард Дж. Маркварт Первоначально вошёл в состав 5-го крейсерского дивизиона разведывательных сил. 1 июля 1931 года, для соответствия с Лондонским соглашением, его бортовой номер был изменен с CL-28 на CA-28. Тогда же крейсер был переведен в подкласс тяжелых крейсеров.
Совершил учебное плавание летом 1931 года. «Луисвилл» отправился из Бремертона в Нью-Йорк через Панамский канал. В 1932 году участвовал в ежегодных флотских учениях в районе Сан-Педро-Сан-Диего. Зимой 1933 направился на Гавайи. В апреле 1934 года крейсер заходил с визитами в порты Центральной Америки, Карибского бассейна и восточного побережья. Прибыв обратно в Калифорнию в конце осени, «Луисвилл» принял участие в стрельбах и тактические учениях. Весной 1935 года был отправлен в Датч-Харбор (Аляска), оттуда в Перл-Харбор для выполнения учебных задач в составе флота.
В 1936 он был передан 6-му дивизиону, а в следующем году возвращен обратно в 5-й. На протяжении 2 лет занимался подготовкой на Тихом океане. В течение 1938 года «Луисвилл» совершил поход по Тихому океану, с заходами на Гавайи, Самоа, Австралию и Таити. Осенью 1940 был временно переведен в 7-й дивизион, но на протяжении всей войны числился в 4-м дивизионе. Зимой 1940 участвовал в учениях в Карибском бассейне.
В 1940 году — как нейтральный корабль — совершил поход в Южную Африку, чтобы вывезти британское золото на сумму 148 миллионов долларов для хранения в США. Крейсер принял груз в Саймонстауне, и с ним отправился в Нью-Йорк. После этого «Луисвилл» был переведен на Тихий океан.
7 декабря 1941 года, во время нападения японцев на Перл-Харбор, «Луисвилл» был на переходе с острова Таракан, конвоируя в Перл-Харбор два парохода. Оттуда был направлен в Сан-Диего и включен в 17-е оперативное соединение (TF 17).
В марте 1942 года в составе 11-го соединения (TF 11) «Луисвилл» участвовал в операциях в районе архипелага Бисмарка и Соломоновых островов. После этой операции вернулся в Перл-харбор, оттуда на верфь Мар Айленд (Сан-Франциско), где получил дополнительное вооружение. 31 мая в составе 8-го соединения (TF 8) крейсер был направлен в район Алеутских островов и во время операции «Коттедж» обстреливал Кыску.
6 июня 1942 года вышел из Сан-Диего, и до 22 июня обеспечивал переброску американских войск на Самоа. На обратном пути принял участие в рейдах на острова Гилберта и Маршалловы. Во время этих рейдов «Луисвилл» потерял один из своих самолетов.
11 ноября крейсер покинул Сан-Франциско и сопровождая войсковые транспорты на Новую Каледонию, а оттуда на Эспириту-Санто, вернулся в южную часть Тихого океана, а уже 29 января 1943 года принял участие в бою у острова Реннелл в составе 67-го соединения (TF 67). Вечером того же дня взял на буксир повреждённый крейсер «Чикаго».
В апреле 1943, в составе 16-го соединения (TF 16), крейсер снова был направлен на Алеутские острова. Там участвовал в битве за Атту. В январе 1944 года корабль вернулся в южную часть Тихого океана, где стал флагманом контр-адмирала Олдендорфа. 29 января участвовал в бомбардировке атолла Вотье, затем обстреливал Рой-Намюр, и оставался в районе Кваджалейн до окончания операции 3 февраля.
После этого в марте наносил удары по Палау, в апреле участвовал в боях за атолл Эниветок, остров Трук, в июне поддерживал высадку на Сайпан и Тиниан, а затем Гуам. В составе 58-го соединения (TF 58) оказывал огневую поддержку в ходе высадки на Пелелиу. 18 октября принимал участие в битве в заливе Лейте. После этого вошёл в 77-е оперативное соединение (TF 77). В ночь на 5 января, на переходе в залив Лингаен, крейсер получил попадания 2 камикадзе и понес большие потери в личном составе. Среди раненых был командир корабля Хикс. Повреждённый крейсер был отправлен на Мар Айленд для ремонта и вернулся в район боевых действий только в апреле.
5 июня в боях за Окинаву крейсер получил попадание камикадзе. После ремонта, который закончился после войны, он был направлен в Дарьен (Маньчжурия) для эвакуации военнопленных, и в августе-октябре обеспечивал высадку там американских войск. За службу в годы Второй Мировой войны «Луисвилл» был награждён 13 боевыми звёздами. Сопровождал капитулировавшие японские корабли из Циндао в Дзинсен (Корея). После войны патрулировал побережье Китая. 17 июня 1946 года в Филадельфии крейсер был выведен в резерв и перешёл в Атлантический резервный флот. 1 марта 1959 года был исключен из военно-морского регистра, а 14 сентября продан с аукциона корпорации Марлен Блуз (англ. Marlene Blouse Corp), Нью-Йорк. Отправлен на слом и разобран в Панаме.

## Командиры
| Имя                  | Оригинал имени          | Вступил в должность | Сдал должность |
| -------------------- | ----------------------- | ------------------- | -------------- |
| Маркварт Э. Д.       | англ. Marquart E. J.    | 15 января 1931      | декабрь 1932   |
| Канага Б. Л.         | англ. Canaga B. L.      | декабрь 1932        | июнь 1934      |
| Мэтьюсон Р. В.       | англ. Mathewson R. W.   |                     |                |
| Лейтон Ф. Т.         | англ. Leighton F. T.    |                     |                |
| Фарбер У. С.         | англ. Farber W. S.      |                     |                |
| Джой Ч. Т.           | англ. Joy C. T.         | октябрь 1942        | июнь 1943      |
| Возерспун А. С.      | англ. Wotherspoon A. S. | июль 1943           |                |
| Херт С. Х.           | англ. Hurt S. H.        |                     |                |
| Таунер-старший Д. К. | англ. Towner Sr. G. C.  |                     |                |
| Хикс Р. Л.           | англ. Hicks, R. L.      |                     |                |
| Никсон Э. Б.         | англ. Nixon E. B.       | февраль 1941        | сентябрь 1942  |